# Erythrodontium felicis
Erythrodontium felicis là một loài Rêu trong họ Entodontaceae. Loài này được (Renauld & Cardot) Broth. ex Paris mô tả khoa học đầu tiên năm 1909.